# Żodyń (gromada)
Żodyń – dawna gromada, czyli najmniejsza jednostka podziału terytorialnego Polskiej Rzeczypospolitej Ludowej w latach 1954–1972.
Gromady, z gromadzkimi radami narodowymi (GRN) jako organami władzy najniższego stopnia na wsi, funkcjonowały od reformy reorganizującej administrację wiejską przeprowadzonej jesienią 1954 do momentu ich zniesienia z dniem 1 stycznia 1973, tym samym wypierając organizację gminną w latach 1954–1972.
Gromadę Żodyń z siedzibą GRN w Żodyniu utworzono – jako jedną z 8759 gromad na obszarze Polski – w powiecie wolsztyńskim w woj. poznańskim, na mocy uchwały nr 41/54 WRN w Poznaniu z dnia 5 października 1954. W skład jednostki weszły obszary dotychczasowych gromad Jażyniec, Kiełkowo i Żodyń ze zniesionej gminy Kopanica w tymże powiecie. Dla gromady ustalono 13 członków gromadzkiej rady narodowej.
Gromadę zniesiono 1 stycznia 1960, a jej obszar włączono do gromady Kopanica w tymże powiecie.